# Щит и копьё Марса
Щит и копьё Марса (♂) — может означать:
- мужской пол и мужской гендер;
- планету Марс в астрономической и астрологической символике;
- железо в алхимической символике;
- тычинку (мужской орган цветка) в ботанике;
- касту самцов среди общественных насекомых в зоологии;
- римского бога Марса или греческого бога Ареса.

## Общие сведения
Щит и копьё Марса представляет собой изображение круга со стрелкой, выходящей из него, указывающей под углом к верхнему правому углу. Как астрологический символ он представляет планету Марс. Это также старый символ железа в алхимии. В биологии и ботанике он используется для обозначения мужского пола (наряду с Зеркалом Венеры, представляющим женский пол) в соответствии с соглашением, введённым Линнеем в 1750-х годах.
Символ в его нынешней форме представляет собой копьё и щит и датируется началом XVI века. В Средние века копьё рисовалось поперёк щита. Это изображение, в свою очередь, было основано на использовавшемся в древности (планисфера Бьянкини), где Марс обозначался копьём. На диаграмме в Сборнике астрологии XII века Иоганна Каматероса Марс также представлен щитом, пересечённым копьем.

## Культурное влияние
В гачимучи мемах и цитатах, получивших популярность в начале XXI века практикуется добавление в начале и конце (реже — посередине) символов Марса (♂️), призванных усилить маскулинный подтекст.